# 샤워 젤

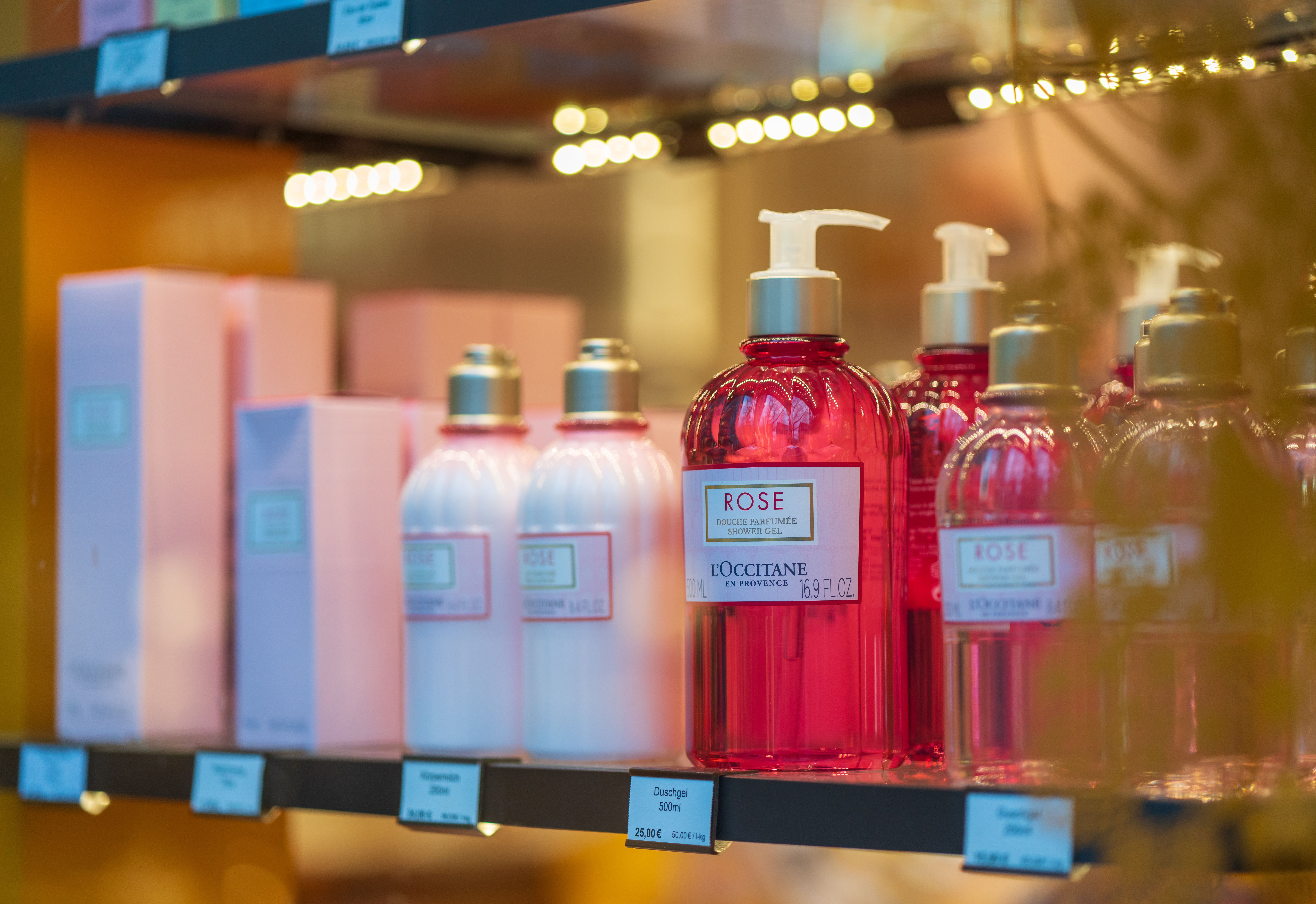
샤워 젤

샤워 젤(영어: shower gel), 보디 워시(영어: body wash)는 샤워 중 몸을 씻는 데 사용되는 특수 액체 제품이다. 액체 비누랑은 다르며, 샤워 젤은 석유나 식물성 원료에서 추출한 합성 세제를 사용한다.